# Guiyu
Guiyu – rodzaj wczesnej ryby kostnoszkieletowej. Jest to najstarszy znany żuchwowiec – a tym samym ryba kostnoszkieletowa – znany z niemal kompletnych szczątków. Zachowane w bardzo dobrym stanie skamieniałości Guiyu oneiros odnaleziono w datowanych na ludlow osadach w prowincji Junnan w Chinach. Szkielet pozaczaszkowy wykazuje zarówno prymitywne cechy żuchwowców nienależących do Osteichtyes, zaawansowane cechy przedstawicieli grupy koronowej kostnoszkieletowych, a także połączenie różnych cech bazalnych mięśniopłetwych. Podobnie jak u bazalnych żuchwowców, obręcz barkowa zawierała kolce i elementy skórne. Elementy skórne występowały również w obręczy miednicznej, co odróżnia Guiyu od kladu tworzonego przez współczesne kostnoszkieletowe, u których obręcz miedniczną tworzy szkielet wewnętrzny, natomiast łączy z niektórymi rybami pancernymi i fałdopłetwymi. Możliwe, że taka budowa obręczy miednicznej jest wynikiem rewersji do stanu prymitywnego.

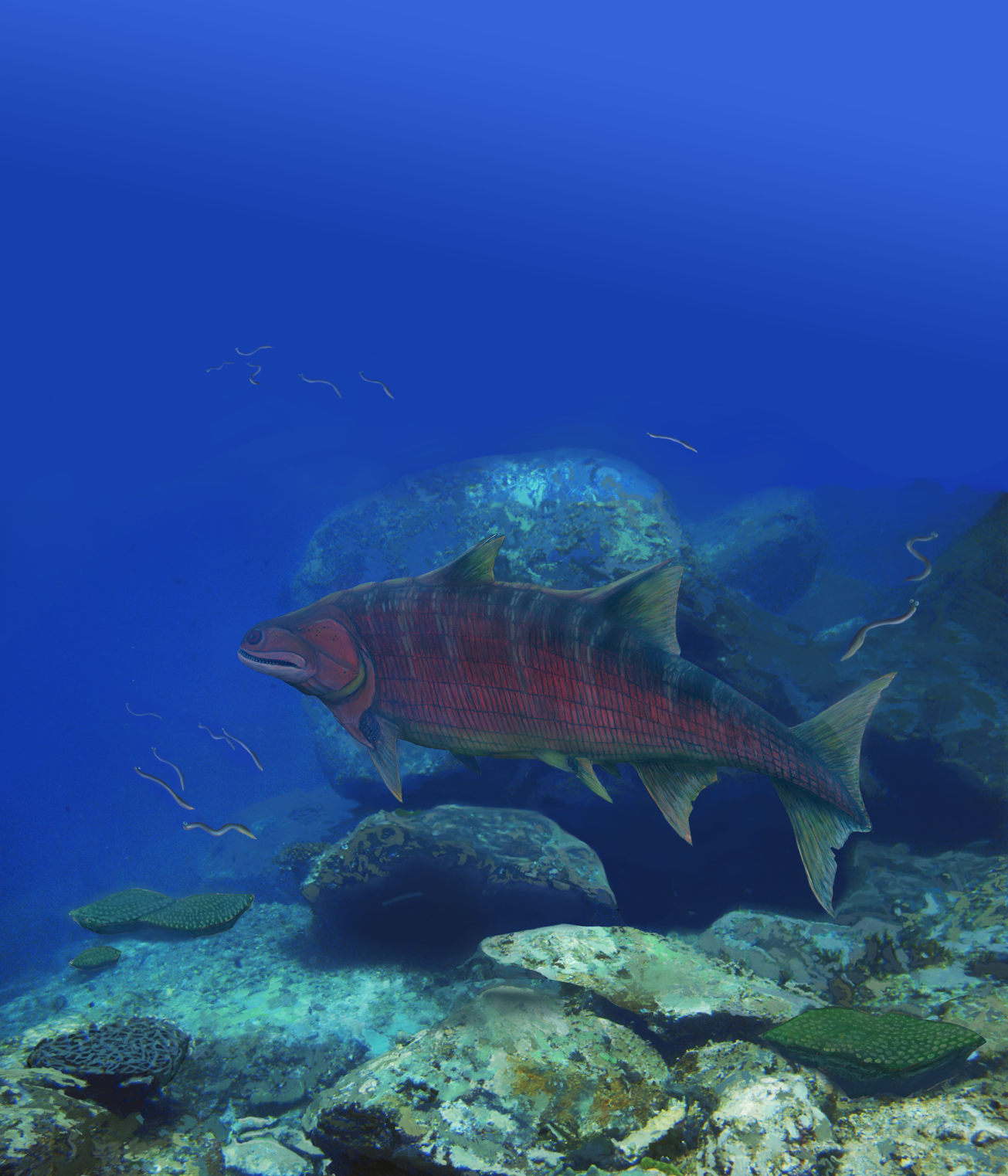
Rekonstrukcja

Guiyu mierzył około 40 cm długości. Endocranium jest podobne jak u Psarolepis, Achoania i Onychodus, a miejsca przyczepu mięśni na lemieszu mają nieregularne grzebienie i bruzdy, jak u Youngolepis i Diabolepis. Duże miejsca przyczepu mięśnia podstawy czaszki wskazują na obecność dobrze wykształconego stawu śródczaszkowego. Guiyu został opisany w 2009 roku przez Zhu i współpracowników. Autorzy na podstawie analizy filogenetycznej uwzględniającej 153 cechy budowy morfologicznej 23 taksonów wygenerowali pojedyncze drzewo największej parsymonii, na którym Guiyu znajdował się jako takson siostrzany kladu Psarolepis + Achoania wśród wczesnych mięśniopłetwych. Pozycja Guiyu jako ryby mięśniopłetwej pozostaje prawdopodobna, jednak odkrycie pierwotnie zbudowanej obręczy miednicznej może sugerować, że Guiyu wyewoluował jeszcze przed rozejściem się linii ewolucyjnej kostnoszkieletowych na promieniopłetwe i mięśniopłetwe. Jeśli Guiyu należy do mięśniopłetwych, dowodziłoby to, że linia rodowa kostnoszkieletowych rozeszła się na mięśniopłetwe i promieniopłetwe nie później niż 419 mln lat temu.